# Bad Vigaun
Bad Vigaun (do 25 czerwca 2002 Vigaun) – gmina uzdrowiskowa w Austrii, w kraju związkowym Salzburg, w powiecie Hallein. Liczy 871 mieszkańców (1 stycznia 2015).

## Współpraca
Miejscowość partnerska:
- Stratzing, Dolna Austria